# Krajiška Kutinica
Krajiška Kutinica es una localidad de Croacia en el ejido de la ciudad de Kutina, condado de Sisak-Moslavina.

## Geografía
Se encuentra a una altitud de 154 m s. n. m. a 95,2 km de la capital nacional, Zagreb.

## Demografía
En el censo 2011, el total de población de la localidad fue de 73 habitantes.
| Gráfica de población de Krajiška Kutinica 1857-2011                 |
|                                                                     |
| Según los censos de población de la oficina estadística de Croacia. |